# Філіппо Мессорі
Філіппо Мессорі (італ. Filippo Messori; нар. 12 листопада 1973) — колишній італійський тенісист.
Найвищу одиночну позицію світового рейтингу — 138 місце досяг 8 липня 1996, парну — 63 місце — 11 серпня 1997 року.
Здобув 1 парний титул.
Найвищим досягненням на турнірах Великого шолома було 3 коло в парному розряді.

## Фінали за кар'єру

### Парний розряд: 3 (1–2)
| Результат | W-L | Дата     | Турнір                   | Покриття | Партнер         | Суперники                         | Рахунок  |
| --------- | --- | -------- | ------------------------ | -------- | --------------- | --------------------------------- | -------- |
| Поразка   | 1–0 | Кві 1997 | Estoril Open, Португалія | Ґрунт    | Андреа Гауденці | Густаво Куертен Фернандо Мелігені | 2–6, 2–6 |
| Перемога  | 1–1 | Сер 1997 | Сан-Марино               | Ґрунт    | Крістіан Бранді | Брендон Коуп Давід Родіті         | 7–5, 6–4 |
| Поразка   | 1–2 | Бер 1998 | Касабланка, Марокко      | Ґрунт    | Крістіан Бранді | Андреа Гауденці Дієго Наргісо     | 4–6, 6–7 |